# Piña colada
Piña colada är en drink ursprungligen från Puerto Rico bestående av rom, ananasjuice och kokos. Den är flitigt beställd på semesterstränder över hela världen. 
Drinkens ursprung är omdiskuterat, men det tidigaste påstådda ursprunget är att den kommer från piraten Roberto Cofresí tidigt 1800-tal.